# ملادژکو
ملادژکو (به بلغاری: Mladezhko) یک منطقهٔ مسکونی در بلغارستان است که در استان بورگاس واقع شده‌است.